# Metaverzeichnisdienst
Ein Metaverzeichnisdienst (engl. Metadirectory) ist ein Verzeichnisdienst, der die Daten von anderen Verzeichnisdiensten zusammenfasst. Dies ermöglicht es, mehrere Verzeichnisdienste zu synchronisieren. Dabei werden verschiedene Ansätze unterschieden.
- Darstellung aller Verzeichnisse, als wäre es nur ein Verzeichnis
- Synchronisation aller Verzeichnisdienste über das Metaverzeichnis

Metaverzeichnisse werden im Rahmen des Identitätsmanagement eingesetzt, um Benutzerprofile zu synchronisieren.
Bekannte Metaverzeichnisdienste sind:
- DirXML von Novell
- dirX von AtoS (vormals dirX von Siemens)
- IXI-MetaDir von serVonic GmbH
- MIIS von Microsoft
- MDS – Metadirectory Server von Openwave[1] (vormals Synchronoss, Openwave Messaging, Critical Path, ISOCOR)
- MetaDirectory Professional von estos GmbH
- Quest One Identity Manager von Quest Software (vormals ActiveEntry der Voelcker Informatik AG)
- sync.blue®
- Virtual Directory Server von Symlabs
- XPhone Virtual Directory von C4B Com For Business AG.

## Belege
1. ↑  Openwave